# Zac Efron
Zachary David Alexander »Zac« Efron, ameriški filmski in televizijski igralec ter pevec, * 18. oktober 1987, San Luis Obispo, Kalifornija, ZDA.

## Zgodnje življenje
Zac Efron se je rodil v San Luis Obispu, Kalifornija, ZDA, kasneje pa se je preselil v Arroyo Grande, Kalifornija. Njegov oče, David Efron, je inžiner, njegova mati Starla Baskett pa sekretarka. Svoje otroštvo je opisal kot »normalno«, družino pa kot »srednjerazredno«. Ima mlajšega brata Dylana.

## Kariera

### Zgodnja leta (2002–2005)
Zac Efron je s svojo igralsko kariero začel leta 2002 s pojavi v televizijski seriji Firefly, leta 2003 pa jo je nadaljeval z gostovanjem v televizijskih serijah ER in The Guardian ter filmih The Big Wide World of Carl Laemke in Melinda's World.
Leta 2004 se pojavi v filmih Miracle Run in Triple Play, leta 2005 pa v filmu The Derby Stallion, televizijskih serijah Summerland, The Replacements in Na kraju zločina: Miami ter videospotu Sick Inside (Hope Partlow).

### Preboj (2006–2008)
Leta 2006 igra v televizijskih serijah Heist, Paglavca v hotelu in Preiskovalci na delu: NCIS ter filmih If You Lived Here, You'd be Home Now in Srednješolski Muzikal, kjer igra Troya Boltona. Z vlogo Troya se je skupaj s soigralci Vanesso Hudgens, Corbinom Bleujem, Lucasom Grabeelom, Monique Coleman in Ashley Tisdale tudi prebil v svet slavnih.
Leta 2007 se skupaj z Amando Bynes, Nikki Blonsky in Brittany Snow pojavi v filmu Lak za lase, igra pa tudi v drugem delu Srednješolskega Muzikala, filmu Srednješolski Muzikal 2.

Leta 2008 igra v filmu Srednješolski Muzikal 3: Zadnji letnik, nadaljevanju prvih dveh filmov iz serije filmov Srednješolski Muzikal, ter v televizijski seriji Robot Chicken.
2009 smo lahko Zaca Efrona videli v vlogi Mika O'Donnella kot najstnika v filmu Še enkrat 17. V njem so igrali tudi Michelle Trachtenberg (Maggie), Sterling Knight (Alex), Leslie Mann (Scarlett), Matthew Perry (odrasli Mike O'Donnell) in Thomas Lennon (Ned). Igral je tudi v filmu Me and Orson Welles, ter bil gost v TV-oddajah, kot so Saturday Night Live (dvakrat) in Entourage.
Leta 2010 je v kino prispel The Death and Life of Charlie St. Cloud, v katerem Efron igra glavno vlogo, Charlieja St. Clouda, leta 2011 pa film Jonny Quest, v katerem si je Zac tudi priboril glavno vlogo: vlogo Jonnyja Questa.
Leta 2012 je svoj glas posodil v risanem filmu Lorax in glavno vlogo odigral v filmu Talisman.
Leta 2014 smo ga lahko videli igrati v filmu That awkward moment in v komediji Sosedje.
Leta 2015 je igral v filmu We Are Your Friends.
Leta 2016 je igral v filmih Dirty Grandpa, Neighbours 2: Sorority Rising. In v filmu Mike and Dave Need Wedding Dates
Leta 2017 je igral v filmih Baywatch (kot Matt Brody), The Disaster Artist in The greatest showman.

## Osebno življenje
Zac Efron trenutno živi v Los Angelesu, Kalifornija.
Oktobra 2007 je njegovo zdajšnje dekle, Vanessa Hudgens za revijo Teen v intervjuju povedala, da sta par že od leta 2005: spoznala sta se na snemanju filma Srednješolski Muzikal.

## Filmografija
| Leto | Naslov                               | Vloga                           |
| ---- | ------------------------------------ | ------------------------------- |
| 2003 | Melinda's World                      | Stuart Wasser                   |
| 2003 | The Big Wide World of Carl Laemke    | Pete Laemke                     |
| 2004 | Miracle Run                          | Steven Morgan                   |
| 2004 | Triple Play                          | Harry Fuller                    |
| 2005 | The Derby Stallion                   | Patrick McCardle                |
| 2006 | If You Lived Here, You'd be Home Now | Cody                            |
| 2006 | High School Musical                  | Troy Bolton                     |
| 2007 | Hairspray                            | Link Larkin                     |
| 2007 | High School Musical 2                | Troy Bolton                     |
| 2008 | High School Musical 3: Senior Year   | Troy Bolton                     |
| 2009 | 17 Again                             | Mike O'Donnell (teen)           |
| 2009 | Me and Orson Welles                  | Richard Samuels                 |
| 2010 | Charlie St. Cloud                    | Charlie St. Cloud               |
| 2011 | New Year's Eve                       | Paul                            |
| 2012 | Liberal Arts                         | Nat                             |
| 2012 | The Lorax                            | Ted Wiggins                     |
| 2012 | The Lucky One                        | Logan Thibault                  |
| 2012 | The Paperboy                         | Jack Jansen                     |
| 2012 | At Any Price                         | Dean Whipple                    |
| 2013 | Parkland                             | Dr. Charles James "Jim" Carrico |
| 2014 | That Awkward Moment                  | Jason Flynn                     |
| 2014 | Neighbors                            | Teddy Sanders                   |
| 2015 | We Are Your Friends                  | Cole Carter                     |
| 2016 | Dirty Grandpa                        | Jason Kelly                     |
| 2016 | Neighbors 2: Sorority Rising         | Theodore "Teddy" Sanders        |
| 2016 | Mike and Dave Need Wedding Dates     | Dave Stangle                    |
| 2017 | The Disaster Artist                  | Dan Janjigian                   |
| 2017 | Baywatch                             | Matt Brody                      |
| 2017 | The Greatest Showman                 | Phillip                         |

## Diskografija

### Filmska glasba
- 2007: Lak za lase: filmska glasba - 10. julij 2007
- 2007: Srednješolski Muzikal 2: filmska glasba - 14. avgust 2007
- 2008: Srednješolski Muzikal 3: Zadnji letnik: filmska glasba- 21. oktober 2008

### Pesmi
| Leto | Naslov                                                             | Pozicija | Pozicija | Pozicija | Pozicija | Album                                               |
| Leto | Naslov                                                             | US       | US Pop   | UK       | AUS      | Album                                               |
| ---- | ------------------------------------------------------------------ | -------- | -------- | -------- | -------- | --------------------------------------------------- |
| 2007 | »Ladies Choice«                                                    | —        | —        | 96       | —        | Hairspray (filmska glasba)                          |
| 2007 | »What Time Is It?«                                                 | 6        | 6        | 20       | 20       | High School Musical 2 (filmska glasba)              |
| 2007 | »Bet on It«                                                        | 46       | 35       | 65       | —        | High School Musical 2 (filmska glasba)              |
| 2007 | »You Are the Music In Me« (z Vanesso Hudgens inOlesyo Rulin)       | 31       | 28       | 26       | 86       | High School Musical 2 (filmska glasba)              |
| 2007 | »You Are the Music In Me (Sharpay Version)« (z Ashley Tisdale)     | —        | 95       | 89       | —        | High School Musical 2 (filmska glasba)              |
| 2007 | »Gotta Go My Own Way« (z Vanesso Hudgens)                          | 34       | 31       | 40       | —        | High School Musical 2 (filmska glasba)              |
| 2007 | »Everyday« (z Vanesso Hudgens)                                     | 65       | 46       | 55       | —        | High School Musical 2 (filmska glasba)              |
| 2008 | »Now or Never« (s filmsko ekipo Srednješolskega Muzikala 3)        | 68       | 41       | 41       | 92       | High School Musical 3: Senior Year (filmska glasba) |
| 2008 | »A Night to Remember« (s filmsko ekipo Srednješolskega Muzikala 3) | 108      | —        | —        | 96       | High School Musical 3: Senior Year (filmska glasba) |
| 2008 | »Right Here, Right Now« (z Vanesso Hudgens)                        | 119      | —        | —        | —        | High School Musical 3: Senior Year (filmska glasba) |
| 2008 | »Can I Have This Dance« (z Vanesso Hudgens)                        | 98       | —        | —        | 84       | High School Musical 3: Senior Year (filmska glasba) |
| 2008 | »The Boys Are Back« (s Corbinom Belujem)                           | 101      | —        | —        | 72       | High School Musical 3: Senior Year (filmska glasba) |

## Nagrade in nominacije
Nagrade
- 2006 - Teen Choice Award: Choice Breakout Star
- 2006 - Teen Choice Award: Choice Chemistry za Srednješolski Muzikal (zVanesso Hudgens)
- 2007 - Kids' Choice Award: Best Male Actor
- 2007 - Teen Choice Award: Choice Male Hottie
- 2007 - Hollywood Film Award: Ensemble of the Year (skupaj s filmsko ekipo Laka za lase)
- 2007 - Young Hollywood Award: One to Watch v Laku za lase
- 2008 - MTV Movie Award: Breakthrough Performance za Lak za lase
- 2009 - MTV Movie Award: Best Male Performance za Srednješolski Muzikal 3: Zadnji letnik
- 2009 - Teen Choice Award: Choice Movie Actor Comedy za Še enkrat 17
- 2009 - Teen Choice Award: Choice Movie Actor Music/Dance za Srednješolski Muzikal 3: Zadnji letnik
- 2009 - Teen Choice Award: Choice Rockstar Moment za Še enkrat 17

### Nominacije
- 2005 - Young Artist Award: Best Performance in a TV Movie, Miniseries or Special by a Supporting Actor za Miracle Run
- 2007 - Young Artist Award: Best Performance in a TV Movie, Miniseries or Special by a Lead Actor za Srednješolski Muzikal
- 2008 - Critics Choice Award: Best Song za Lak za lase (2007) Skupaj z: Queen Latifah, Nikki Blonsky, Elijah Kelley — »Come So Far«.
- 2009 - MTV Movie Award: Best Kiss za Srednješolski Muzikal 3: Zadnji letnik (skupaj z Vanesso Hudgens)